# راس پیرسون
راس پیرسون (انگلیسی: Ross Pearson؛ زادهٔ ۲۶ سپتامبر ۱۹۸۴) ورزشکار هنرهای رزمی ترکیبی اهل بریتانیا است.